# Ligue de N’djaména
Ligue de N’djaména jest najwyższą piłkarską klasą rozgrywkową w Czadzie. Liga powstała w 1988 roku.

## Drużyny w sezonie 2011
- AS CotonTchad FC
- AS DGSSIE FC
- Elect-Sport FC
- Foullah Edifice FC
- Gazelle FC
- Geyser FC
- Postel 2000 FC
- Renaissance FC
- Toumaï FC
- Tourbillon FC

## Mistrzowie
| - 1988: Elect-Sport FC - 1989: Renaissance FC - 1990: Elect-Sport FC - 1991: Tourbillon FC - 1992: Elect-Sport FC - 1993: Postel 2000 FC - 1994: Renaissance Abéché - 1995: Postel 2000 FC - 1996: AS CotonTchad FC - 1997: Tourbillon FC - 1998: AS CotonTchad FC - 1999: Renaissance FC |  | - 2000: Tourbillon FC - 2001: Tourbillon FC - 2002: nieznany - 2003: nie rozgrywano - 2004: Renaissance FC - 2005: Renaissance FC - 2006: Renaissance FC - 2007: Renaissance FC - 2008: Elect Sport FC - 2009: Gazelle FC - 2010: Tourbillon FC - 2011: Foullah Edifice FC |

## Podsumowanie
| Klub               | Liczba tytułów | Ostatni tytuł |
| ------------------ | -------------- | ------------- |
| Renaissance FC     | 6              | 2007          |
| Tourbillon FC      | 5              | 2010          |
| Elect Sport FC     | 4              | 2008          |
| AS CotonTchad FC   | 2              | 1998          |
| Postel 2000 FC     | 2              | 1995          |
| Renaissance Abéché | 1              | 1994          |
| Gazelle FC         | 1              | 2009          |
| Foullah Edifice FC | 1              | 2011          |